# 京口闸遗址
京口闸遗址为中国江苏省镇江市的一处历史遗址，位于市中心润州区中华路东侧。
明清时期的京口闸，是京杭大运河江南运河段的第一道闸门，即长江与京杭大运河的交汇点，江南运河的起点。京口闸位于江南运河5个入江口门中最重要的大京口。民国初年，大京口逐渐淤废。江苏省政府移驻镇江县后，大京口填平筑成马路，是为中华路。
2011年，镇江市进行中华路旧城改造，发现了埋在马路下面的京口闸遗址。2012-2013年，镇江、南京博物馆考古队在此进行考古发掘，出土闸体、码头、石岸、道路、碑亭等遗迹，以及各类遗物，尤以元代青花香炉最为珍贵。
2019年3月，京口闸遗址被列为江苏省文物保护单位。2021年，镇江博物馆实施的京口闸遗址展示区开放。